# Мієон
Мієон  (швед. Mieån) — річка на півдні Швеції. Довжина річки становить 50 км, площа басейну  — 284,3 км² (295 км²). На річці побудовано 7 малих ГЕС з загальною встановленою потужністю 1,3 МВт й з загальним середнім річним виробництвом 4,3 млн кВт·год.
Назва річки Мієон походить від назви озера Мієн, через яке вона протікає.